# 단치히 자유시의 국가
단치히를 위하여(독일어: Für Danzig 퓌어 단치히[*]), 또는 당신은 알고 있는가?(독일어: Kennst du die Stadt 켄스 두 디 슈탇트[*])는 단치히 자유시의 국가로, 1920년부터 1939년까지 사용되었다. 파울 엔덜링이 작사, 조지 괼러가 작곡했다.

## 가사
1절
Kennst du die Stadt am Bernsteinstrand,
umgrünt von ew'ger Wälder Band,
wo schlanke Giebel streben
empor zum Sonnenschein!
Ja, sollt' ich fröhlich leben,
in Danzig müßt es sein!
2절
Kennst du die Stadt, wo Turm an Turm
in Treue trotzt dem Zeitensturm,
wo stolze Schiffe gleiten
ins blaue Meer hinein!
Ja, sollt' ich tapfer streiten,
für Danzig müßt es sein!
3절
Kennst du die Stadt, wo deutsche Art
voll Kraft und Mut ihr Gut bewahrt,
wo deutsch die Glocken werben
und deutsch ein jeder Stein!
Ja sollt' ich selig sterben,
in Danzig müßt es sein!

## 한국어 해석
1절
앰버 해변의 도시를 아시나요?
영원한 숲으로 둘러싸인
슬림 게이블이 열망하는 곳
햇빛까지!
예, 행복하게 살아야합니다 
단치히에서는 반드시 있어야합니다! 
2절
당신은 타워도시를 아십니까?
충실하게 시간 폭풍을 무시하고
자랑스런 배가 미끄러지는 곳
푸른 바다로!
예, 용감하게 논쟁해야합니다
단치히의 경우 반드시 있어야 합니다!
3절
독일의 도시가 어디인지 아십니까?
힘과 용기는 그녀를 행복하게 합니다.
독일어가 종을 광고하는 곳
그리고 모두 독일어를 사용합니다!
예, 나는 행복하게 죽어야합니다.
단치히에서는 반드시 있어야합니다!